# Klinikum Freising

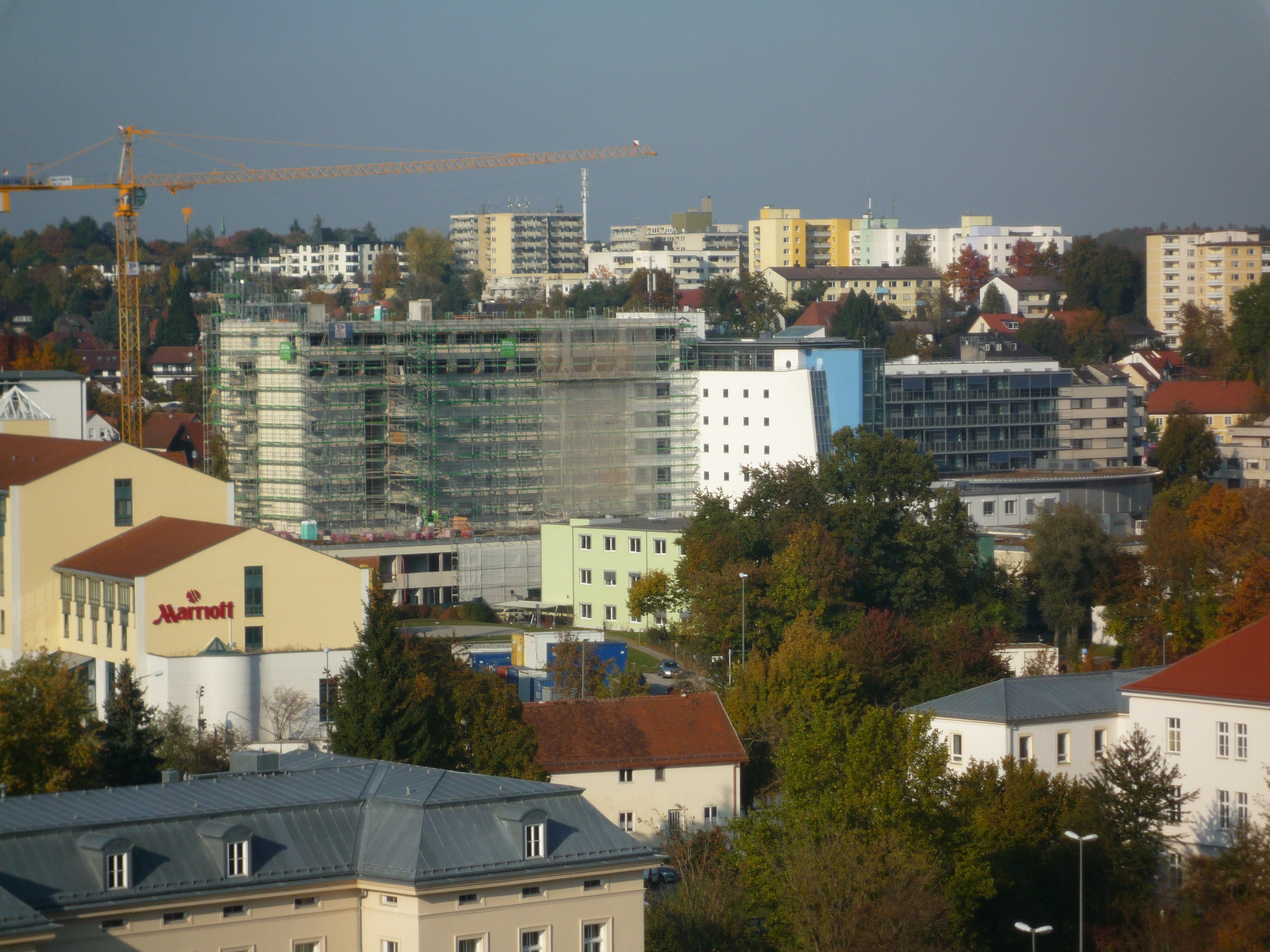
Das Klinikum Freising (2011)

Das Klinikum Freising ist das in der Universitätsstadt Freising bei München gelegene Akademische Lehrkrankenhaus der Technischen Universität München. Betreiberin ist die Klinikum Freising GmbH, ein gemeinnütziges Tochterunternehmen des Landkreises Freising.
Es zählt zu den wichtigsten medizinischen Versorgungseinrichtungen der Region und bietet ein breites Spektrum an Fachdisziplinen und spezialisierten Abteilungen. Mit modernster medizinischer Ausstattung und hochqualifizierten Mitarbeitenden ist das Klinikum Freising darauf ausgerichtet, eine qualitativ hochwertige Gesundheitsversorgung für die Bevölkerung der Region und darüber hinaus zu gewährleisten.
Das Klinikum Freising mit seinen elf medizinischen Abteilungen versorgt jährlich rund 15.000 stationäre und 25.000 ambulante Patienten. Im Jahr 2021 kamen hier 1000 Kinder auf die Welt.
Das Klinikum bietet ein breites Spektrum an operativer und konservativer Medizin und ist durch die Zentrale Notaufnahme (Versorgungsstufe II), zwei Katheterlabore, eine komplette radiologische Diagnostik, Chest Pain Unit und eine eigene Schlaganfalleinheit erste Adresse in der Notfallversorgung. 
Darüber hinaus bestehen Therapiemöglichkeiten in den Bereichen Wirbelsäulenchirurgie, Palliativmedizin, Lymphangiologie, Psychosomatik und Akutgeriatrie. Durch die Kooperation mit dem Klinikum rechts der Isar der Technischen Universität München besteht Zugang zu einem breiten medizinischen Leistungsspektrum. 
Das Klinikum ist nach DIN EN ISO 9001 zertifiziert.
Notaufnahme und Akutversorgung
Das Klinikum Freising verfügt über eine modern ausgestattete Notaufnahme der Notfallversorgungsstufe II die rund um die Uhr für die Akutversorgung von Notfällen zur Verfügung steht. Das interdisziplinäre Team arbeitet eng zusammen, um die schnelle Diagnose und Behandlung von Notfällen zu gewährleisten. Hierzu gehört auch die Versorgung von Traumapatienten, die in schweren Unfällen verletzt wurden.
Kooperationen und Netzwerke
Das Klinikum Freising ist Teil des regionalen Gesundheitsnetzwerks und arbeitet eng mit umliegenden Kliniken und Fachärzten zusammen. Dies ermöglicht eine umfassende Versorgung der Patienten, auch bei komplexen Erkrankungen, die eine spezialisierte Therapie erfordern.

## Geschichte
Mitte des 19. Jahrhunderts gab es in Freising 2 Krankenhäuser. Einerseits das Militärlazarett an der Landshuter Straße und andererseits das städtische Krankenhaus an der Kammergasse. Aufgrund eines Gesetzes war der Distrikt Freising (Vorläufer des Landkreises Freising) 1860 verpflichtet, ein eigenes Krankenhaus zu errichten. Aus Geldmangel konnte vorerst kein eigenes Gebäude für diesen Zweck errichtet werden. Bis 1884 war das Distriktkrankenhaus deswegen im Gebäude des städtischen Krankenhauses untergebracht. 1884 konnte ein eigenes Gebäude (ein umgebauter Bauernhof) an der Mainburger Straße bezogen werden. Nach mehreren Erweiterungen wurde es 1919 in Bezirkskrankenhaus und 1939 in Kreiskrankenhaus umbenannt. 1955 wurde ein Zweckverband gegründet, um die Krankenhäuser von Stadt und Kreis unter einem Dach zu vereinigen. Dieser wurde allerdings ein Jahr später wieder aufgelöst. Der Kreis errichtete infolgedessen bis 1958 einen Neubau neben dem bestehenden Gebäude von 1884, das danach nicht mehr genutzt, aber erst 1970 abgerissen wurde. Nach der Gründung eines neuen Zweckverbandes 1963 wurde beschlossen, die drei Häuser doch zu vereinigen. Dazu wurde das Kreiskrankenhaus um zwei neue Bettenbauten erweitert. Da Freising 1972 seine Kreisangehörigkeit verlor, löste sich der Zweckverband 1973 auf. Die Erweiterung wurde 1974 abgeschlossen. Ab 1993 wurden große Teile des Hauses saniert bzw. neu gebaut. Seit 2005 trägt das Krankenhaus den heutigen Namen und seit 2006 ist es ein Akademisches Lehrkrankenhaus der TU-München.
→ Gesundheitswesen in Freising